# نابيرفيل (كيبك)
نابيرفيل (بالإنجليزية: Napierville, Quebec)‏ هي بلدية محلية في كيبيك تقع في كندا في Les Jardins-de-Napierville Regional County Municipality. يقدر عدد سكانها بـ 3,525 نسمة ومساحتها 4.50 كم2 .

## أعلام
- ليون رايموند
- بيير بنوا